# Сакци
Царство Сакци — государство древних майя на территории современного штата Чьапас, Мексика. Образовалось в середине/конце V века. Долгое время боролось за властвование в регионе. В IX веке прекратило своё существование.

## Ранняя история
Столицей царства является Лаканджа Цельталь.
Основание царства относится к середине/концу V века. На монументе неизвестного происхождения, установленным во второй половине VIII века, упоминается, что 9.6.9.16.12, 6 Eb 5 Muwan (1 января 564 года) царь Сакци получил большую дань.
В первой четверти VII века Сакци вступила в союз с Баакульским царством против Йокиба. Но в 628 году союз потерпел поражение от Йокиба, и царь Сакци Каб-Чан-Те попал в плен, позже признав превосходство Йокиба.

## Борьба за гегемонию
До 680-х годов царство получает самостоятельность, а позже устанавливает превосходство над Йокибом. В то же время выражает амбиции на расширение влияния. В этом оно столкнулось с царством Попо. В 693 году союзник Попо Петуун атаковал Сакци, спалив несколько поселений. Но вскоре Сакци победило Петуун, а затем царство Аке. В 717 году Сакци установило превосходство над царством Шукальнах.
В начале 760-х царь Сакци Ах-Сак-Маш расширил территорию царства на область, принадлежащею Йокибу. В 760-х состоялись войны с Пачанаским царством, в результате которых Сакци потерпело поражение, а её царь (или родственник царя) Чан-Эк попал в плен. Но несмотря на поражения, Сакци сумело сохранить контроль над большинством вассалов. Война с Пачаном не прекратилась, главным объектом противостояния стал Шукальнах.

## Упадок
В 785 году началась новая война с Пачаном и союзного ему Шукальнаха. В том же году войска Сакци потерпели неудачу, а в 787 году войска Йехте-Кинича дважды потерпели поражение. В VIII-IX веках состоялась война с Попо, в которой Попо нанесло поражение Ек-Хишу.

## Известные правители
- Каб-Чан-Те (VII век)
- Ах-Сак-Маш (вторая пол. VIII века)
- Йехте-Кинич (конец VIII века)

- Ек-Хишу (VIII-IX век)